# (231) Vindobona
(231) Vindobona – planetoida z grupy pasa głównego asteroid okrążająca Słońce w ciągu 4 lat i 361 dni w średniej odległości 2,92 j.a. Została odkryta 10 września 1882 roku w Obserwatorium Uniwersyteckim w Wiedniu przez Johanna Palisę. Nazwa planetidy – Vindobona – to łacińska nazwa stolicy Austrii Wiednia.